# Síndrome de la mujer maltratada
El Síndrome de la mujer maltratada es una defensa legal del common law, comparable a grandes rasgos con la excepción procesal o defensa previa en el sistema de derecho continental, en la cual se afirma que una persona que es víctima de maltratos físicos o psicológicos y es acusada de un ataque o de un asesinato estaba en realidad sufriendo de este síndrome al momento de cometer el delito, lo cual explica su proceder y sirve como atenuante de su conducta.
Debido a que este alegato ha sido históricamente invocado por mujeres víctimas de violencia doméstica ante los tribunales de justicia de Estados Unidos, se le ha dado el nombre de «síndrome de la mujer maltratada».

## Calificación
El nombre de esta defensa se sustenta en que suele ser invocada casi siempre en casos criminales que involucran a mujeres acusadas de cometer un ataque violento contra sus parejas; no obstante aún no existe una calificación médica específica que acredite la existencia de un «síndrome» en el sentido médico del término, el cual ha sido creado por los abogados que operan en el sistema jurídico del common law, pero aun así ha sido invocado continuamente en las cortes.
Se acepta desde el punto de vista de la sicología que una persona maltratada física o emocionalmente puede desarrollar un fuerte cuadro de depresión que la hace incapaz de tomar acciones determinantes para detener el abuso o escapar de él. Esa misma depresión emocional explica que la víctima no suele buscar ayuda de terceras personas, no se enfrenta a su agresor, y tampoco se plantea abandonarlo. Esto a su vez se combina con una sensación de baja autoestima de la víctima, quien puede llegar a pensar que el maltrato o el abuso son resultado de su propia culpa, negándose a denunciar al atacante y rechazando, a veces agresivamente, la ayuda que le puedan ofrecer otras personas de su entorno (familiares o amigos).

## Aplicación en elcommon law
A nivel legal las normas de Estados Unidos aún afrontan el problema de que no hay consenso médico para sostener que el maltrato físico o emocional genera una condición mental lo bastante severa como para explicar los actos agresivos de la víctima de abuso. De todas maneras el Derecho del common law acepta una condición psicológica de la víctima como justificación para una posterior conducta violenta, aunque médicamente no lo califique como "síndrome".
Los tribunales de Estados Unidos, Gran Bretaña, Australia, Nueva Zelandia y Canadá han aceptado como medio probatorio válido a las investigaciones médicas y sicológicas en las cuales se acredita que las víctimas de violencia doméstica, ya sea en sus variantes de maltrato físico o emocional, pueden recurrir al uso desmesurado de la fuerza para defenderse a sí mismas, pudiendo quitar la vida a sus atacantes debido a la situación de abuso constante que en muchos casos pone en riesgo la vida de la misma víctima. En tal situación, dicha víctima comete un acto de grave violencia en la sincera convicción que matar a su agresor es la única forma de preservar su propia vida.
Los tribunales del common law reconocen que las evidencias médicas, junto con las recogidas en la escena del delito, sustentan varias posibles argumentaciones legales que pueden absolver al acusado de asesinato o reducir los efectos de su sentencia. En tal sentido el "síndorme de la mujer maltratada" no sería una defensa legal sino que puede constituir alguno de los siguientes argumentos:
- Legítima defensa, cuando se usa un grado de violencia razonable y proporcionado en respuesta a un ataque puede implicar el argumento legal más útil.
- Alteración mental transitoria, que implica perder la conciencia de los propios actos.
- Responsabilidad disminuida por alteración mental permanente.
- Enfermedad mental grave.

Pese a ello, en 1994 el Congreso de los Estados Unidos ordenó una investigación para determinar la validez y utilidad del "síndrome de la mujer maltratada" a cargo de un grupo de expertos, en el marco de la Ley contra la Violencia hacia las Mujeres. Esta indagación publicó conclusiones en 1997 señalando que en vez de usar el término "mujer maltratada" debería hablarse con más precisión de "efectos del maltrato", elaborando una definición más amplia para englobar todas las variantes de la violencia doméstica.